# نییرگلشه
نییرگِلشه (به مجاری:  Nyírgelse) یک منطقهٔ مسکونی در مجارستان است که در سابولچ-ساتمار-برگ واقع شده‌است. نییرگلشه ۲۷٫۶۱ کیلومتر مربع مساحت و ۱٬۱۱۲ نفر جمعیت دارد.